# حباك تنزاني
الحباك التنزاني (الاسم العلمي: Ploceus reichardi) نوع من الطيور الصغيرة من فصيلة الحباك، متوطن في تنزانيا وزامبيا.